# John Robson
John Robson (ur. 14 marca 1824 w Perth w Górnej Kanadzie, zm. 29 czerwca 1892 w Londynie) – kanadyjski dziennikarz i polityk działający w drugiej połowie XIX wieku związany z prowincją Kolumbia Brytyjska.
Po ukończeniu szkoły rozpoczął pracę jako sprzedawca. W 1859 opuścił rodzinne strony i udał się do Kolumbii Brytyjskiej, zwabiony gorączką złota. Nie miał szczęścia jako poszukiwacz. Po wygaśnięciu gorączki pozostał w kolonii i założył rodzinę. W 1861 rozpoczął wydawanie pisma British Columbian. Podobnie jak jego rywal z wyspy Vancouver, Amor De Cosmos, na łamach swego pisma prowadził krytykę wyższych sfer politycznych kolonii i propagował idee demokratycznego rządu. W 1869 jego pismo zostało wykupione przez Daily British Colonist, a Robson otrzymał w nim posadę komentatora politycznego. Działalność publicystyczna zbliżyła go do polityki. W latach 1863–1867 zasiadał w radzie miejskiej New Westminster, a w latach 1866–1870 w Radzie Legislacyjne Kolumbii Brytyjskiej. Bezkompromisowy w swych poglądach, wchodził w częste konflikty z establishmentem politycznym kolonii. Był nawet aresztowany za rozpowszechnianie ulotek, w których oskarżał jednego z lokalnych polityków o łapownictwo.
W 1868 Robson dołączył do założonej przez De Cosmosa Ligi Konfederacyjnej. Był także brany pod uwagę jako jeden z delegatów na konferencje zjednoczeniową kolonii w Ottawie, jednak jego miejsce przypadło innemu, bardziej konserwatywnemu, politykowi, Johnowi Helmckenowi. Rozgoryczony Robson wysłał do Ottawy swego bliskiego współpracownika Henry'ego Seelye, który w swych codziennych korespondencjach relacjonujących postępy negocjacji i publikowanych na łamach pisma Robsona wpływał na nastroje opinii publicznej, a w konsekwencji na wzrost nacisków, by utworzyć w prowincji w pełni wybieralny, przedstawicielski rząd.
Po przystąpieniu Kolumbii Brytyjskiej do Konfederacja Kanady pozostał czynny w polityce. W latach 1871–1875 i 1889–1892 zasiadał w Zgromadzeniu Legislacyjnym Kolumbii Brytyjskiej oraz sprawował funkcję pierwszego premiera prowincji. W 1892, jako premier, w czasie swej oficjalnej wizyty w Wielkiej Brytanii uległ drobnemu wypadkowi, w wyniku którego nabawił się zakażenia krwi i zmarł po dziewięciu dniach choroby.